# Vlečné vozy Ringhoffer série 211–260 (Brno)
Vlečné vozy série 211–260 jsou typem dvounápravového obousměrného tramvajového vlečného vozu vyráběného původně Ringhofferovými závody (dnes zaniklá ČKD DS, a.s.), později výroba přešla do závodu Tatra Vagónka Kolín (dnes Škoda Vagonka), a poté do Královopolské strojírny (dnes Královopolská, a. s.) pro Společnost brněnských elektrických pouličních drah (SBEPD, dnes Dopravní podnik města Brna). Výroba probíhala ve 20. letech 20. století v souvislosti s dodávkou vozů série 74II–152.

## Historické pozadí
V roce 1925 byla společností SPEBD objednána série třiceti vlečných vozů u Ringhofferových závodů, které zakázku dodaly do Brna v roce 1926. Nové vozy měly být spřahovány s novými motorovými vozy řady 74II–133, které měly být průběžně dodány v letech 1926–1928. Po dodávce prvních 30 "škodovek", jak se přezdívalo mot. vozům ev. č. 74II–139, mezi lety 1926 a 1927 a prvních vlečných vozů série 211–230 v roce 1926 se výroba jak motorových, tak i vlečných vozů přesunula v roce 1927 do vagónky v Kolíně, kde byly vyrobeny motorové vozy ev. č. 104II–113 a vlečné vozy 231–250. Výroba zde probíhala od roku 1927 do roku 1928. Poté se výroba motorových vozů a vlečných vozů přesunula do Královopolské strojírny, kde byly v následujících letech vyrobeny motorové vozy série 114–152, 400–405 (vyjma prototypu č. 150), jejichž výroba byla ukončena až po 2. světové válce v roce 1946. Vlečných vozů bylo vyrobeno 10 kusů ev. č. 251–260, poté byla jejich výroba ukončena.

## Konstrukce
Konstrukce těchto vlečných vozů vycházela z tehdy vyráběných "vlečňáků" série 805–1219 pro Elektrické dráhy hlavního města Prahy (dnes DP Praha). Oproti nim byly prodlouženy a salón pro cestující byl od plošin oddělen mezistěnami.
Skříň vozů byla nýtovaná, tvořená celokovovou a zvenčí oplechovanou kostrou a dřevěnou střechou, byla uzavřeného typu uložená na pojezdu, který tvořil dvounápravový běžný podvozek. Střecha byla vyhotovena z dřevěných palubek pokrytých plátnem. Sedadla byla původně laťková v podélném uspořádání, později ve 30. letech se sedadla částečně vypolstrovala. Okna byla uchycena v dřevěných rámech a byla spouštěcí.

## Dodávky
V letech 1926–1928 bylo vyrobeno celkem 50 vlečných vozů série 211–260.
| Současný stát | Město | Článek | Výrobce              | Roky dodávek | Počet vozů | Evidenční čísla při dodání | Poznámky | Zdroj |
| ------------- | ----- | ------ | -------------------- | ------------ | ---------- | -------------------------- | -------- | ----- |
| Česko         | Brno  | článek | Ringhofferovy závody | 1926         | 20 kusů    | 211–230                    |          | [ 2 ] |
| Česko         | Brno  | článek | Tatra-Vagónka Kolín  | 1927–1928    | 20 kusů    | 231–250                    |          | [ 2 ] |
| Česko         | Brno  | článek | KPS                  | 1928         | 10 kusů    | 251–260                    |          | [ 2 ] |

## Provoz
První vozy se zařadily do provozu počátkem roku 1926 a byly spřahovány s novými motorovými vozy řady 74II–139 na linkách 1, 3 a 7 . Po skončení dodávek v roce 1928 se na nich ve 30. letech začaly projevovat první provozní úpravy. Dvě nejvýznamnější bylo částečné vypolstrování podélných laťkových lavic, tato úprava byla obdobná i u motorových vozů a výměna původních špalkových brzd za nové kleštinové, které měly brzdové kotouče umístěné uprostřed náprav. Po náletech a požáru vozovny v Pisárkách v roce 1945 byly sešrotovány pouze jediné dva vozy ev. č. 213 a 235. V normálním provozu se tyto vlečné vozy udržely spolu s motorovými vozy až do 60. let 20. století, kdy byly vyřazovány celé spřažené soupravy vlečných a motorových vozů v důsledku dodávek nových vozů Tatra T3 koncepce PCC mezi lety 1963–1972, hromadné rušení nastalo v letech 1967–1972, kdy dojezdily poslední vozy. V současnosti se zachovaly 2 vlečné vozy 214 a 215. 

## Historické vozy
| Původní provoz | Evidenční číslo | Současný majitel | Rok výroby | Historický od roku | Poznámky                                                                  | Zdroj |
| -------------- | --------------- | ---------------- | ---------- | ------------------ | ------------------------------------------------------------------------- | ----- |
| Brno           | 214             | TMB              | 1926       | 1969               | 1969–1971 historické vozidlo DPmB                                         | [ 3 ] |
| Brno           | 215             | DPMB             | 1926       | 1972               | 1969–1971 historické vozidlo DPmB, poté předán TMB, 1989 předán zpět DPmB | [ 4 ] |

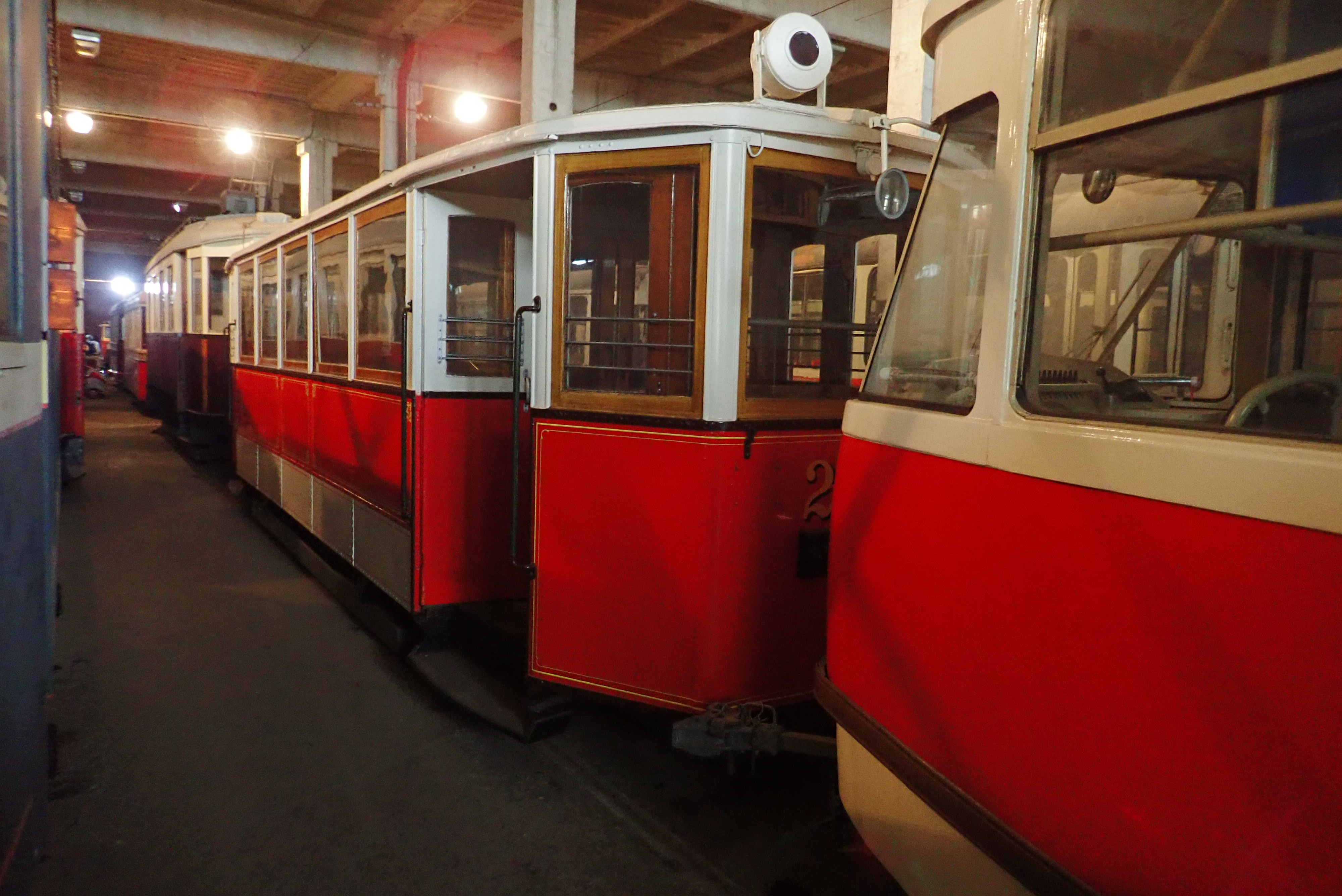
Vlečný vůz ev. č. 214 v depozitáři TMB v Líšni
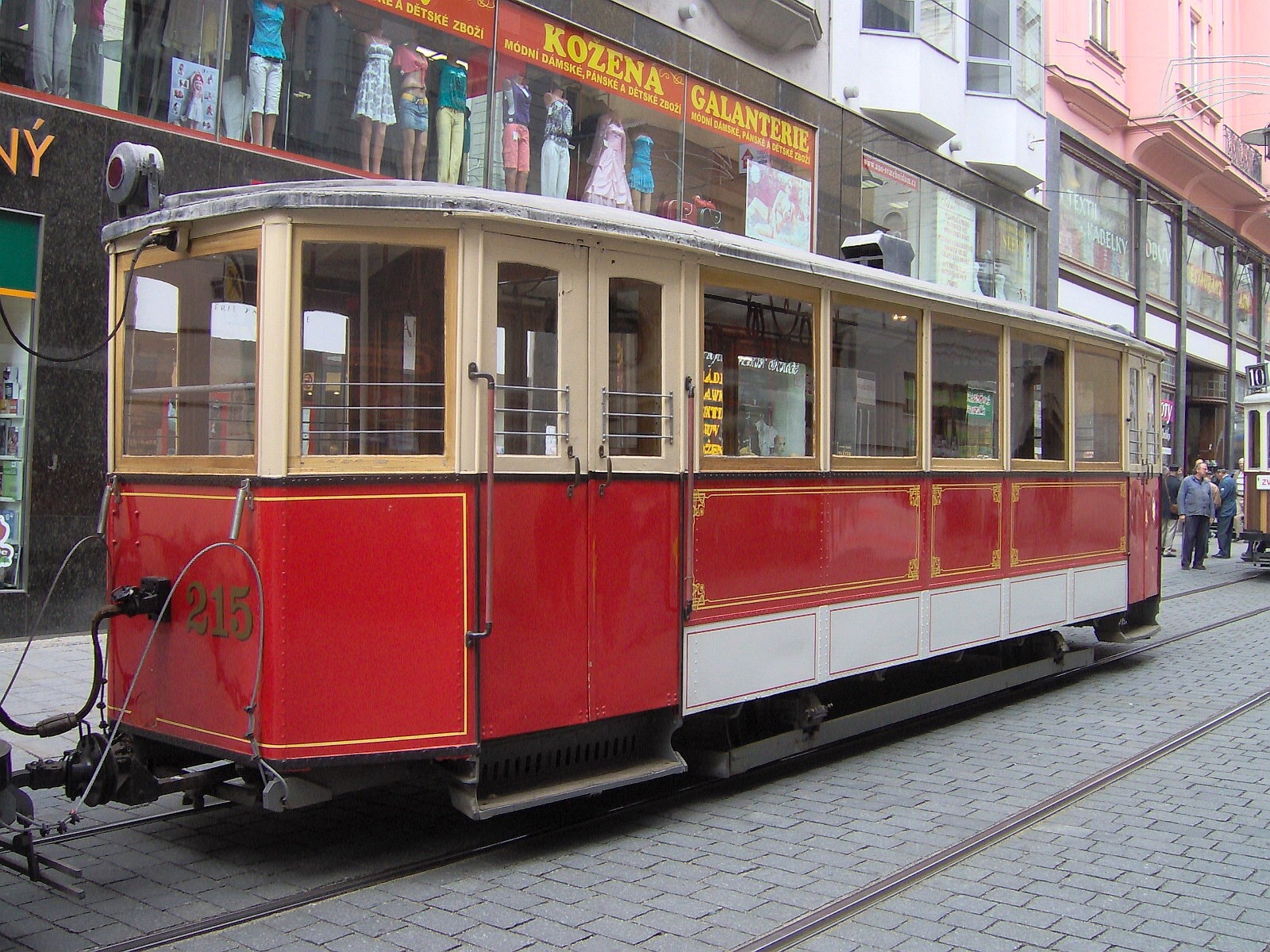
Vlečný vůz ev. č. 215 při oslavách 140 let MHD v Brně